# Авлы
Авлы — деревня в Любинском районе Омской области России, в составе Новоархангельского сельского поселения.

## География
Населённый пункт находится на юго-западе центральной части области, в лесостепной зоне, в пределах Ишимской равнины, у озера Авлуха и реки Иртыш.

## История
В 1928 г. село Авлы — центр Авлинского сельсовета Любинского района Омского округа Сибирского края.

## Население
| 2010 |
| ---- |
| 298  |

Гендерный состав
По данным Всероссийской переписи населения 2010 года в гендерной структуре населения из 298 человек мужчин — 145, женщин — 153	(48,7 и 51,3 % соответственно).
Национальный состав
В 1928 г. основное население — русские.
Согласно результатам переписи 2002 года, в национальной структуре населения русские составляли 84 % из 292 чел.

## Инфраструктура
В 1928 г. состояло из 200 хозяйств.

## Транспорт
Авлы доступны автомобильным и водным транспортом.
Проходит автодорога регионального значения «Омск — Тара» (идентификационный номер 52 ОП РЗ К-4).
Остановка общественного транспорта «Авлы».